# Лань Юй
«Лань Юй» (англ. Lan Yu) — фильм режиссёра Стэнли Квана.

## История создания
Сюжет картины основан на романе «Пекинская история», анонимно опубликованном в интернете в 1996 году. Так как роман содержит откровенный гомосексуальный подтекст, рассказывая трагическую историю любви двух мужчин, а также упоминает о событиях на площади Тяньаньмэнь, его автор мог быть подвергнут  репрессиям. Поэтому произведение было размещено в сети анонимно. Картина снималась в Пекине без разрешения властей. В самом Китае фильм был запрещён, но распространялся через частные каналы.

## Сюжет
Действие происходит в конце 1980-х годов во время событий на площади Тяньаньмэнь. Хандун добился  успеха в жизни: он старший сын бывшего члена правительства, работает в быстрорастущей торговой компании. Его приятель Лю Чжэн является одним из немногих, кто знает, что Хандун больше предпочитает отношения с мужчинами, чем с женщинами. Парень по имени Лань Юй только что прибыл в Пекин для изучения архитектуры. Денег не хватает и молодой человек согласен на любой заработок. Лю Чжэн знакомит его с Хандуном, который приглашает юношу к себе домой, где они проводят некоторое время вместе. Лан Ю влюбляется в мужчину. Хадонг не уверен в своих чувствах, к тому же он собирается обзавестись семьёй.

## В ролях
| Актёр     | Роль         |
| --------- | ------------ |
| Лю Е      | Лань Юй      |
| Ху Цзюнь  | Чэнь Ханьдун |
| Ли Хуатун | Лю Чжэн      |

## Критика
Фильм получил смешанные отзывы критиков, в большинстве положительные. Картина имеет 65 % «свежего» рейтинга на сайте «Rotten Tomatoes» с резюме: «Лан Ю» — «хорошо продуманная история любви, которая некоторым может показаться слишком упрощённой».